# Championnats d'Asie d'athlétisme 2003
Navigation
Les 15e Championnats d'Asie d'athlétisme se sont déroulés à Manille, dans les Philippines en 2003. 

## Résultats

### Hommes
| Event | Or                                                                                        | Or               | Argent                                                                              | Argent         | Bronze                                                                     | Bronze           |
| --- | ----------------------------------------------------------------------------------------- | ---------------- | ----------------------------------------------------------------------------------- | -------------- | -------------------------------------------------------------------------- | ---------------- |
| 100 m | Chen Haijian Chine                                                                        | 10 s 25          | Gennadiy Chernovol Kazakhstan                                                       | 10 s 27        | Salem Mubarak al-Yami Arabie saoudite                                      | 10 s 28          |
| 200 m | Fawzi al-Shammari Koweït                                                                  | 20 s 70          | Hamed Hamdan al-Bishi Arabie saoudite                                               | 20 s 73        | Yang Yaozu Chine                                                           | 20 s 82          |
| 400 m | Fawzi al-Shammari Koweït                                                                  | 45 s 16          | Hamdan Obah al-Bishi Arabie saoudite                                                | 45 s 39        | Yuki Yamaguchi Japon                                                       | 46 s 18          |
| 800 m | Adam Abdu Adam Ali Qatar                                                                  | 1 min 46 s 20    | Salem Amer al-Badri Qatar                                                           | 1 min 46 s 95  | Rashid Mohammed Bahreïn                                                    | 1 min 47 s 09    |
| 1500 m | Rashid Ramzi Bahreïn                                                                      | 3 min 41 s 66    | Saif Saaeed Shaheen Qatar                                                           | 3 min 42 s 79  | Fumikazu Kobayashi Japon                                                   | 3 min 42 s 96    |
| 5000 m | Abdulaziz al-Ameeri Qatar                                                                 | 13 min 58 s 89   | Saif Saaeed Shaheen Qatar                                                           | 13 min 58 s 92 | Nobuya Matsunaga Japon                                                     | 14:12 s 73       |
| 10 000 m | Abdullah Ahmed Hassan Qatar                                                               | 28 min 45 s 64   | Abdulhak Zakaria Bahreïn                                                            | 30 min 04 s 13 | Eduardo Buenavista Philippines                                             | 30 min 06 s 29   |
| 3000 m steeple | Khamis Seif Abdullah Qatar                                                                | 8 min 51 s 60    | Wu Wen-Chien TPE                                                                    | 8 min 55 s 38  | Yasunori Uchitomi Japon                                                    | 8 min 56 s 31    |
| 110 m haies | Shi Dongpeng Chine                                                                        | 13 s 50          | Park Tae-kyong Corée du Sud                                                         | 13 s 71        | Wu Youjia Chine                                                            | 13 s 80          |
| 400 m haies | Mubarak al-Nubi Qatar                                                                     | 49 s 19          | Yevgeniy Meleshenko Kazakhstan                                                      | 49 s 55        | Chen Tien-Wen TPE                                                          | 50 s 72          |
| 20 km marche | Han Yucheng Chine                                                                         | 1 h 21 min 12 CR | Yuki Yamazaki Japon                                                                 | 1 h 21 min 54  | Bai Liansheng Chine                                                        | 1 h 22 min 14    |
| 4 × 100 m | Chine Shen Yunbao He Jun Yang Yaozu Chen Haijian                                          | 39 s 22          | Thaïlande Sophanish Vissanu Suwonprateep Sittichai Janthana Ekkachai Wonsala Seksan | 39 s 57        | Japon Kazuhiro Tamura Shingo Kawabata Yusuke Omae Takayuki Kon             | 39 s 59          |
| 4 × 400 m | Sri Lanka Rohan Pradeep Kumara Ranga Wimalawansa Prasanna Amarasekara Sugath Thilakaratne | 3 min 03 s 05    | Japon Yuki Yamaguchi Masayuki Okusako Mitsuhiro Sato Takahiko Yamamura              | 3 min 03 s 59  | Qatar Yaser Omar Elhaj Yaser Mohamed Abkar Mohammed Musa Salaheddine Bakar | 3 min 04 s 32 NR |
| Saut en hauteur | Wang Zhouzhou Chine                                                                       | 2,23 m           | Bae Kyung-ho Corée du Sud                                                           | 2,19 m         | Naoyuki Daigo Japon Loo Kum Zee Malaisie                                   | 2,19 m           |
| Saut à la perche | Grigoriy Yegorov Kazakhstan                                                               | 5,40 m           | Satoru Yasuda Japon                                                                 | 5,30 m         | Kim Se-in Corée du Sud                                                     | 5,10 m           |
| Saut en longueur | Hussein Taher al-Sabee Arabie saoudite                                                    | 8,23 m           | Zhou Can Chine                                                                      | 8,11 m         | Shinichi Terano Japon                                                      | 8,04 m           |
| Triple saut | Kazuyoshi Ishikawa Japon                                                                  | 16,72 m          | Gu Junjie Chine                                                                     | 16,68 m        | Wu Ji Chine                                                                | 16,67 m          |
| Lancer du poids | Bilal Saad Mubarak Qatar                                                                  | 19,41 m          | Shakti Singh Inde                                                                   | 19,04 m        | Khalid Habash al-Suwaidi Qatar                                             | 18,57 m          |
| Lancer du disque | Wu Tao Chine                                                                              | 61,43            | Abbas Samimi Iran                                                                   | 59,51 m        | Anil Kumar Inde                                                            | 59,50 m          |
| Lancer du marteau | Ali al-Zinkawi Koweït                                                                     | 70,62 m          | Hiroaki Doi Japon                                                                   | 70,11 m        | Dilshod Nazarov Tadjikistan                                                | 69,90 m          |
| Lancer du javelot | Li Rongxiang Chine                                                                        | 79,25 m          | Yukifumi Murakami Japon                                                             | 77,04 m        | Sergey Voynov Ouzbékistan                                                  | 76,09 m          |
| Décathlon | Vitaliy Smirnov Ouzbékistan                                                               | 8021 pts CR      | Pavel Dubitskiy Kazakhstan                                                          | 7604 pts       | Pavel Andreev Ouzbékistan                                                  | 7487 pts         |
| Records et Performances - AR : Record continental (area record) - CR : Record des championnats (championship record) - MR : Record du meeting (meet record) - NR : Record national (national record) - OR : Record olympique (olympic record) - PR : Record paralympique (paralympic record) - PB : Record personnel (personal best) - SB : Meilleure performance personnelle de la saison (season's best) - WL : Meilleure performance mondiale de l'année (world leader) - WJR : Record du monde junior (world junior record) - WR : Record du monde (world record) Circonstances et Conditions - DNF : N'a pas terminé (did not finish) - DNS : N'a pas pris le départ (did not start) - DQ : Disqualification (disqualification) - NM : Aucun essai valable enregistré (No Mark) - Q : Qualifié « directement » au prochain tour (ou à la prochaine compétition), lors d'une compétition majeure, grâce au classement ou à la réalisation des minima (automatic qualifier) - q : Qualifié au prochain tour (ou à la prochaine compétition), lors d'une compétition majeure, grâce au repêchage ou à la réalisation de l'une des meilleures performances parmi celles des « non qualifiés directement » (grâce au meilleur temps ou à la meilleure distance par exemple) (secondary qualifier) |                                                                                           |                  |                                                                                     |                |                                                                            |                  |

### Femmes
| Event | Or                                                                              | Or               | Argent                                                                           | Argent         | Bronze                                                   | Bronze         |
| --- | ------------------------------------------------------------------------------- | ---------------- | -------------------------------------------------------------------------------- | -------------- | -------------------------------------------------------- | -------------- |
| 100 m | Lyubov Perepelova Ouzbékistan                                                   | 11 s 43          | Qin Wangping Chine                                                               | 11 s 56        | Guzel Khubbieva Ouzbékistan                              | 11 s 57        |
| 200 m | Lyubov Perepelova Ouzbékistan                                                   | 23 s 11          | Chen Lisha Chine                                                                 | 23 s 39        | Guzel Khubbieva Ouzbékistan                              | 23 s 63        |
| 400 m | Yin Yin Khine Myanmar                                                           | 52 s 96          | Bu Fanfang Chine                                                                 | 52 s 97        | Svetlana Bodritskaya Kazakhstan                          | 53 s 19        |
| 800 m | Yin Yin Khine Myanmar                                                           | 2 min 01 s 96    | Tatyana Roslanova Kazakhstan                                                     | 2 min 02 s 41  | Zamira Amirova Ouzbékistan                               | 2 min 02 s 84  |
| 1500 m | Tatyana Borisova Kirghizistan                                                   | 4 min 15 s 97    | Madhuri A. Singh Inde                                                            | 4 min 17 s 87  | Svetlana Lukasheva Kazakhstan                            | 4 min 23 s 12  |
| 5000 m | Sun Yingjie Chine                                                               | 15 min 48 s 42   | Yuko Manabe Japon                                                                | 15 min 59 s 71 | Hiromi Fujii Japon                                       | 16 min 31 s 18 |
| 10 000 m | Sun Yingjie Chine                                                               | 32 min 37 s 04   | Sujeewa Nilmini Jayasena Sri Lanka                                               | 34 min 46 s 99 | Lashram Aruna Devi Inde                                  | 37 min 23 s 28 |
| 100 m haies | Su Yiping Chine                                                                 | 13 s 09          | Feng Yun Chine                                                                   | 13 s 25        | Trecia Roberts Thaïlande                                 | 13 s 29        |
| 400 m haies | Huang Xiaoxiao Chine                                                            | 55 s 66          | Natalya Torshina Kazakhstan                                                      | 55 s 88        | Wassana Winatho Thaïlande                                | 56 s 40        |
| 20 km marche | Ha Mingming Chine                                                               | 1 h 31 min 47 CR | Zou Ying Chine                                                                   | 1 h 32 min 07  | Yuan Yufang Malaisie                                     | 1 h 32 min 25  |
| 4 × 100 m | Thaïlande Nongnuch Sanrat Sangwan Jaksunin Jutamass Tawoncharoen Oranut Klomdee | 44 s 25 =NR      | Japon                                                                            | 44 s 56        | Chine                                                    | 44 s 97        |
| 4 × 400 m | Chine Chen Lisha, Zhang Xiaoyuan Huang Xiaoxiao Bu Fanfang                      | 3 min 31 s 30    | Kazakhstan Olga Tsurikova Tatyana Roslanova Olga Tereshkova Svetlana Bodritskaya | 3 min 32 s 82  | Inde Pinki Parmanik Manjeet Kaur S. Geetha Kalpana Reddy | 3 min 35 s 34  |
| Saut en hauteur | Bui Thi Nhung Vietnam                                                           | 1,88 m           | Miyuki Aoyama Japon                                                              | 1,84 m         | Noengrothai Chaipetch Thaïlande                          | 1,84 m         |
| Saut à la perche | Wu Sha Chine                                                                    | 4,20 m =CR       | Takayo Kondo Japon                                                               | 4,10 m         | Ni Putu Desy Margawati Indonésie                         | 3,90 m         |
| Saut en longueur | Anastasiya Zhuravlyeva Ouzbékistan                                              | 6,53 m           | Liang Shuyan Chine                                                               | 6,51 m         | Lerma Gabito Philippines                                 | 6,50 m         |
| Triple saut | Huang Qiuyan Chine                                                              | 14,39 m CR       | Anastasiya Zhuravlyeva Ouzbékistan                                               | 14,21 m        | Zhang Hao Chine                                          | 13,63 m        |
| Lancer du poids | Li Meiju Chine                                                                  | 18,45 m          | Li Fengfeng Chine                                                                | 18,07 m        | Chinatsu Mori Japon                                      | 17,80 m        |
| Lancer du disque | Li Yanfeng Chine                                                                | 61,87 m          | Neelam Jaswant Singh Inde                                                        | 58,64 m        | Xu Shaoyang Chine                                        | 58,13 m        |
| Lancer du marteau | Gu Yuan Chine                                                                   | 70,78 m          | Liu Yinghui Chine                                                                | 66,66 m        | Masumi Aya Japon                                         | 64,04 m        |
| Lancer du javelot | Ma Ning Chine                                                                   | 57,05 m          | Chang Jung-Yeon Corée du Sud                                                     | 53,23 m        | Anne Maheshi De Silva Sri Lanka                          | 50,18 m        |
| Heptathlon | Irina Naumenko Kazakhstan                                                       | 5845 pts         | Yuki Nakata Japon                                                                | 5723 pts       | Shen Shengfei Chine                                      | 5633 pts       |
| Records et Performances - AR : Record continental (area record) - CR : Record des championnats (championship record) - MR : Record du meeting (meet record) - NR : Record national (national record) - OR : Record olympique (olympic record) - PR : Record paralympique (paralympic record) - PB : Record personnel (personal best) - SB : Meilleure performance personnelle de la saison (season's best) - WL : Meilleure performance mondiale de l'année (world leader) - WJR : Record du monde junior (world junior record) - WR : Record du monde (world record) Circonstances et Conditions - DNF : N'a pas terminé (did not finish) - DNS : N'a pas pris le départ (did not start) - DQ : Disqualification (disqualification) - NM : Aucun essai valable enregistré (No Mark) - Q : Qualifié « directement » au prochain tour (ou à la prochaine compétition), lors d'une compétition majeure, grâce au classement ou à la réalisation des minima (automatic qualifier) - q : Qualifié au prochain tour (ou à la prochaine compétition), lors d'une compétition majeure, grâce au repêchage ou à la réalisation de l'une des meilleures performances parmi celles des « non qualifiés directement » (grâce au meilleur temps ou à la meilleure distance par exemple) (secondary qualifier) |                                                                                 |                  |                                                                                  |                |                                                          |                |

## Tableau des médailles
| Rang | Nation | Or | Argent | Bronze | Total |
| ---- | ------ | -- | ------ | ------ | ----- |
| 1    | CHN    | 19 | 10     | 8      | 37    |
| 2    | QAT    | 6  | 3      | 1      | 10    |
| 3    | UZB    | 4  | 1      | 5      | 10    |
| 4    | KUW    | 3  | 0      | 0      | 3     |
| 5    | MYA    | 2  | 0      | 0      | 2     |
| 6    | JPN    | 1  | 10     | 10     | 21    |
| 7    | KAZ    | 1  | 6      | 2      | 9     |
| 8    | KSA    | 1  | 2      | 1      | 4     |
| 9    | THA    | 1  | 1      | 3      | 5     |
| 10=  | BHR    | 1  | 1      | 1      | 3     |
| 10=  | SRI    | 1  | 1      | 1      | 3     |
| 12=  | KGZ    | 1  | 0      | 0      | 1     |
| 12=  | VIE    | 1  | 0      | 0      | 1     |
| 14   | IND    | 0  | 3      | 3      | 6     |
| 15   | TPE    | 0  | 1      | 1      | 2     |
| 16   | IRI    | 0  | 1      | 0      | 1     |
| 17=  | MAS    | 0  | 0      | 2      | 2     |
| 17=  | PHI    | 0  | 0      | 2      | 2     |
| 19=  | INA    | 0  | 0      | 1      | 1     |
| 19=  | TJK    | 0  | 0      | 1      | 1     |